# Radio FG

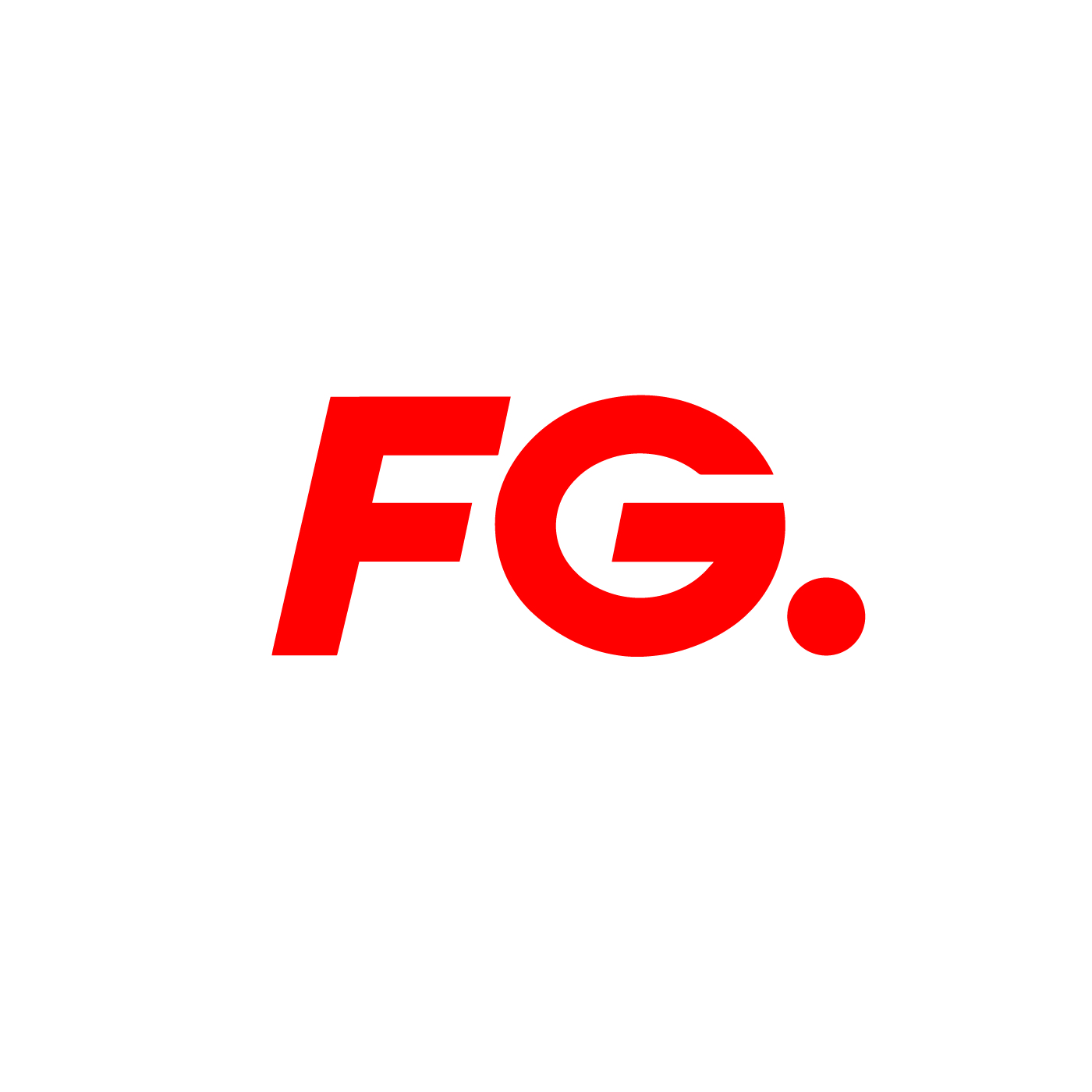
FG 1400 × 1400

FG DJ Radio är en fransk radiostation som sänder i Paris. Den startade 1981 och spelar mycket techno, house och hiphop.